# Szánkó az 1968. évi téli olimpiai játékokon
Az 1968. évi téli olimpiai játékokon a szánkó versenyszámait Grenoble-ban a Villard-de-Lans pályán 1000 méteres magasságban rendezték meg február 11. és 18. között. A pályán 14 kanyar és 110 méteres szintkülönbség volt.
A férfiaknak 2 versenyszámban, a nőknek 1 versenyszámban osztottak érmeket.

## Éremtáblázat
(Az egyes számoszlopok legmagasabb értéke vagy értékei vastagítással kiemelve.)
| Az 1968. évi téli olimpiai játékok éremtáblázata szánkóban | Az 1968. évi téli olimpiai játékok éremtáblázata szánkóban | Az 1968. évi téli olimpiai játékok éremtáblázata szánkóban | Az 1968. évi téli olimpiai játékok éremtáblázata szánkóban | Az 1968. évi téli olimpiai játékok éremtáblázata szánkóban | Olimpia  |
| ---------------------------------------------------------- | ---------------------------------------------------------- | ---------------------------------------------------------- | ---------------------------------------------------------- | ---------------------------------------------------------- | -------- |
|                                                            | Ország                                                     | Arany                                                      | Ezüst                                                      | Bronz                                                      | Összesen |
| 1.                                                         | NDK (GDR)                                                  | 1                                                          | 1                                                          | 1                                                          | 3        |
| 2.                                                         | Ausztria (AUT)                                             | 1                                                          | 1                                                          | 0                                                          | 2        |
| 3.                                                         | Olaszország (ITA)                                          | 1                                                          | 0                                                          | 0                                                          | 1        |
|                                                            |                                                            |                                                            |                                                            |                                                            |          |
| 4.                                                         | NSZK (FRG)                                                 | 0                                                          | 1                                                          | 2                                                          | 3        |
|                                                            |                                                            |                                                            |                                                            |                                                            |          |
| Összesen                                                   | Összesen                                                   | 3                                                          | 3                                                          | 3                                                          | 9        |

## Érmesek
| Az 1968. évi téli olimpiai játékok érmesei szánkóban |                                                   |         |                                               |         |                                                |         |
| Versenyszám                                          | Arany                                             | Arany   | Ezüst                                         | Ezüst   | Bronz                                          | Bronz   |
| Férfi egyes                                          | Manfred Schmid · Ausztria (AUT)                   | 2:52,48 | Thomas Köhler · NDK (GDR)                     | 2:52,66 | Klaus-Michael Bonsack · NDK (GDR)              | 2:53,33 |
| Női egyes                                            | Erika Lechner · Olaszország (ITA)                 | 2:28,66 | Christa Schmuck · NSZK (FRG)                  | 2:29,37 | Angelika Dünhaupt · NSZK (FRG)                 | 2:29,56 |
| Kettes                                               | NDK (GDR) · Klaus-Michael Bonsack · Thomas Köhler | 1:35,85 | Ausztria (AUT) · Manfred Schmid · Ewald Walch | 1:36,34 | NSZK (FRG) · Wolfgang Winkler · Fritz Nachmann | 1:37,29 |